# Френк Гартс
Френк Джеймс Гартс  (англ. Frank James Harts; нар. 30 травня 1979, Стерлінґ, Іллінойс, США) — американський актор кіно, телебачення та театру.

## Життєпис
Френк Гартс народився 30 травня 1979 року в місті Стерлінґ, штат Іллінойс. Закінчив середню школу у місті Рок-Фоллз, штат Іллінойс та Джуліярдську школу в Нью-Йорку. 
У 2004 році, після закінчення Джуліярдської школи, дебютував на Бродвеї у виставі «Родзинка на сонці» Лоррейн Генсберрі.

## Особисте життя
4 серпня 2011 року Френк Гартс одружився з американською акторкою Шеллі Томас.

## Фільмографія
| Рік       |   | Українська назва                    | Оригінальна назва                 | Роль                                |
| --------- | - | ----------------------------------- | --------------------------------- | ----------------------------------- |
| 2019—2020 | с | «Блудний син»                       | Prodigal Son                      | ДжейТі Тармел                       |
| 2019      | ф | «Побачимось вчора»                  | See You Yesterday                 | епізодична роль                     |
| 2019      | с | «Кодекс»                            | The Code                          | Зак Обрі                            |
| 2018      | с | «Обман»                             | Deception                         | Роберт Ґрін                         |
| 2018      | с | «Булл»                              | Bull                              | Мадден                              |
| 2018      | с | «Елементарно»                       | Elementary                        | Едді Данбрідж                       |
| 2017      | с | «Блакитна кров»                     | Blue Bloods                       | Артур Кук                           |
| 2016—2017 | с | «Шлях»                              | The Path                          | агент Фредерікс                     |
| 2016      | ф | «Патерсон»                          | Paterson                          | Льюїс                               |
| 2016      | с | «Мільярди»                          | Billions                          | Дейл Крісто                         |
| 2015      | ф | «Експериментатор»                   | Experimenter                      | Вашингтон                           |
| 2015      | с | «Американська одіссея»              | American Odyssey                  | працівник служби внутрішньої безпек |
| 2015      | ф | «Сім'я Фенґ»                        | The Family Fang                   | Данем                               |
| 2015      | с | «Чорний список»                     | The Blacklist                     | судовий виконавець                  |
| 2014      | с | «Залишені»                          | The Leftovers                     | Денніс Лакі                         |
| 2014      | ф | «Джек Раян: Теорія хаосу»           | Jack Ryan: Shadow Recruit         | міський працівник                   |
| 2014      | ф | «Виправлений варіант»               | The Rewrite                       | фельдшер                            |
| 2014      | с | «Американці»                        | The Americans                     | Реймонд                             |
| 2013      | с | «30 потрясінь»                      | 30 Rock                           | кур'єр                              |
| 2013      | ф | «Сироп»                             | Syrup                             | бізнесмен                           |
| 2011      | с | «Незабутнє»                         | Unforgettable                     | епізодична роль                     |
| 2010      | ф | «Солт»                              | Salt                              | агент секретної служби              |
| 2009      | ф | «Нью-Бруклін»                       | New Brooklyn                      | Едді                                |
| 2008      | с | «У Філадельфії завжди сонячно       | It's Always Sunny in Philadelphia | чоловік на вулиці                   |
| 2008      | ф | «Гігантик»                          | Gigantic                          | Кеніата                             |
| 2006      | с | «Суботнього вечора в прямому ефірі» | SNL, Saturday Night Live          | Дідді                               |
| 2006      | ф | «Не впіймали — не злодій»           | Inside Man                        | заручник                            |
| 2005—2009 | с | «Закон і порядок»                   | Law & Order                       | Девід Якобсон/Родні Джейкс          |
| 2003      | с | «Верховні королеви»                 | Queens Supreme                    | Гарві                               |
| 2003      | ф | «На роздоріжжі»                     | In the Cut                        | Френні                              |
| 1998      | с | «Ранковий випуск»                   | Early Edition                     | епізодична роль                     |